# لوري بليس
لوري بليس (بالإنجليزية: Laurie Bliss)‏ هو لاعب كرة قدم أمريكية أمريكي، ولد في 28 نوفمبر 1872 في نيويورك في الولايات المتحدة، وتوفي في 12 نوفمبر 1942 في ويلمنغتون في الولايات المتحدة.